# Cetonia chinensis
Cetonia chinensis är en skalbaggsart som beskrevs av Paul Norbert Schürhoff 1942. Cetonia chinensis ingår i släktet Cetonia och familjen Cetoniidae. Inga underarter finns listade i Catalogue of Life.